# Васильєвська (Верхньотоємський район)
Васильєвська (рос. Васильевская) — присілок в Верхньотоємському районі Архангельської області Російської Федерації.
Населення становить 31 особу. Входить до складу муніципального утворення Верхньотоємський муніципальний округ.

## Історія
До 1 червня 2021 року входило до складу муніципального утворення Вийське муніципальне утворення.

## Населення
| 2002 | 2010 |
| ---- | ---- |
| 28   | ↗31  |